# 小川真輝
小川 真輝（おがわ まさき、1999年5月22日 - ）は、神奈川県出身のサッカー選手。ポジションはDF。

## 略歴
小・中・高と川崎フロンターレのアカデミーに在籍していたが、トップチームに昇格することはできず、順天堂大学に進学。1学年下に後にプロで同僚となる青木心がいる。4年時には主将を務めた。
2022年、テゲバジャーロ宮崎に加入。
7月17日 J3リーグ第17節藤枝戦でJ初出場、初スタメン。
7月24日 J3リーグ第18節長野戦にて直接FKを決めJ初ゴール。
2023年12月5日、23シーズン限りでの契約期間終了及び来季の契約を更新しないことが発表された。
12月28日、同じくJ3に所属するFC岐阜へ加入する事が発表された。2024シーズン終了後、契約満了により退団。
2025年2月7日、JFLに降格したY.S.C.C.横浜への加入を発表。

## 所属クラブ
- 横浜港北SC（横浜市立中川小学校）
- 川崎フロンターレU-12（横浜市立中川小学校）
- 川崎フロンターレU-15（横浜市立中川中学校）
- 川崎フロンターレU-18（神奈川県立岸根高等学校）
- 順天堂大学
- 2022年 - 2023年  テゲバジャーロ宮崎
- 2024年  FC岐阜
- 2025年 -  Y.S.C.C.横浜

## 個人成績
| 国内大会個人成績 | 国内大会個人成績 | 国内大会個人成績 | 国内大会個人成績 | 国内大会個人成績 | 国内大会個人成績 | 国内大会個人成績 | 国内大会個人成績 | 国内大会個人成績 | 国内大会個人成績 | 国内大会個人成績 | 国内大会個人成績 |
| 年度             | クラブ           | 背番号           | リーグ           | リーグ戦         | リーグ戦         | リーグ杯         | リーグ杯         | オープン杯       | オープン杯       | 期間通算         | 期間通算         |
| 年度             | クラブ           | 背番号           | リーグ           | 出場             | 得点             | 出場             | 得点             | 出場             | 得点             | 出場             | 得点             |
| 日本             | 日本             | 日本             | 日本             | リーグ戦         | リーグ戦         | リーグ杯         | リーグ杯         | 天皇杯           | 天皇杯           | 期間通算         | 期間通算         |
| ---------------- | ---------------- | ---------------- | ---------------- | ---------------- | ---------------- | ---------------- | ---------------- | ---------------- | ---------------- | ---------------- | ---------------- |
| 2021             | 順大             | 5                | 他               | -                | -                | -                | -                | 3                | 0                | 3                | 0                |
| 2022             | 宮崎             | 17               | J3               | 6                | 1                | -                | -                | -                | -                | 6                | 1                |
| 2023             | 宮崎             | 17               | J3               | 17               | 0                | -                | -                | 2                | 0                | 19               | 0                |
| 2024             | 岐阜             | 18               | J3               | 11               | 0                | 1                | 0                | 1                | 0                | 13               | 0                |
| 2025             | YS横浜           | 55               | JFL              |                  |                  | -                | -                |                  |                  |                  |                  |
| 通算             | 日本             | 日本             | J3               | 34               | 1                | 1                | 0                | 3                | 0                | 38               | 1                |
| 通算             | 日本             | 日本             | JFL              |                  |                  | -                | -                |                  |                  |                  |                  |
| 通算             | 日本             | 日本             | 他               | -                | -                | -                | -                | 3                | 0                | 3                | 0                |
| 総通算           | 総通算           | 総通算           | 総通算           | 34               | 1                | 1                | 0                | 6                | 0                | 41               | 1                |

出場歴
- Jリーグ初出場:2023年7月17日 J3第17節 藤枝MYFC戦(ユニスタ)
- Jリーグ初得点:2023年7月24日 J3第18節 AC長野パルセイロ戦(長野Uスタ)

## 選抜歴
- 2019年 U-20全日本大学選抜[7]